# Schizofrenia pseudonerwicowa
Schizofrenia pseudonerwicowa (ang. pseudoneurotic schizophrenia, ros. неврозоподобная шизофрения) – łagodna forma schizofrenii, nazwana w ten sposób, ponieważ struktura dysocjacyjna nie jest od razu zauważalna, natomiast bardzo widoczne są objawy nerwicowe. Termin ukuli Paul Hoch i Philip Polatin w latach 40. XX wieku . Rosyjska klasyfikacja zaburzeń psychicznych uważa schizofrenię pseudonerwicową za podtyp schizofrenii pełzającej    .